# Saint-Christophe-en-Champagne
Saint-Christophe-en-Champagne é uma comuna francesa na região administrativa do País do Loire, no departamento de Sarthe. Estende-se por uma área de 7.81 km². Em 2010 a comuna tinha 215 habitantes (densidade: 27,5 hab./km²).